# Xương Cát

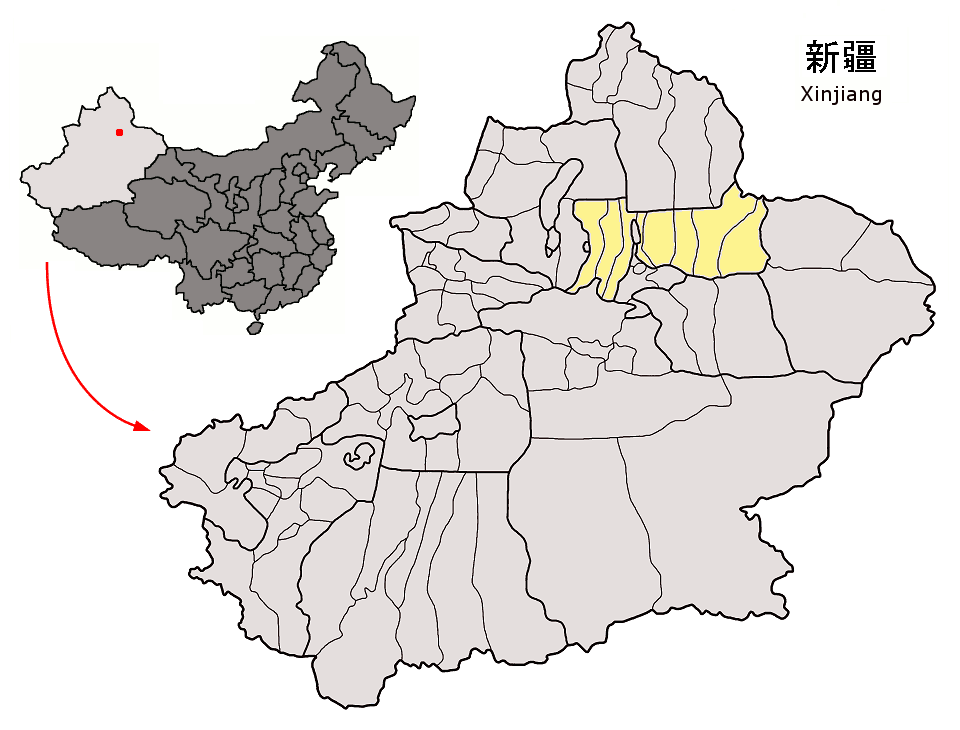
Vị trí Xương Cát trong Tân Cương

Châu tự trị dân tộc Hồi Xương Cát (tiếng Trung: 昌吉回族自治州; bính âm: Chāngjí Huízú Zìzhìzhōu) là một châu tự trị thuộc Khu tự trị dân tộc Duy-ngô-nhĩ, Cộng hòa Nhân dân Trung Hoa. Châu tự trị này có diện tích 77.129 ki-lô-mét vuông, dân số người theo điều tra năm 2002 là 1,5 triệu người.

## Các đơn vị hành chính
Địa khu này gồm các đơn vị cấp huyện sau:
- Thành phố cấp huyện Xương Cát (昌吉市)
- Thành phố cấp huyện Phụ Khang (阜康市)
- Huyện Kỳ Đài (奇台县)
- Huyện Manas (Mã Nạp Tư, 玛纳斯县)
- Huyện Jimsar (Cát Mộc Tát Nhĩ, 吉木萨尔县)
- Huyện Hô Đồ Bích (呼图壁县)
- Huyện tự trị Kazakh Mori (Mộc Lũy, 木垒哈萨克自治县)

## Cơ cấu dân tộc tại Xương Cát theo điều tra năm 2000
| Dân tộc    | Dân số    | Tỷ lệ  |
| ---------- | --------- | ------ |
| Hán        | 1.129.384 | 75.14% |
| người Hồi  | 173.563   | 11,55% |
| Kazakh     | 119.942   | 7,98%  |
| Uyghur     | 58.84     | 3,2%   |
| Mông Cổ    | 6.062     | 0,4%   |
| Đông Hương | 2.908     | 0,19%  |
| Mãn        | 2.828     | 0,19%  |
| Uzbek      | 2.189     | 0,15%  |
| Khác       | 7.237     | 0,48%  |